# 80. Kongress der Vereinigten Staaten
Der 80. Kongress der Vereinigten Staaten, bestehend aus dem Repräsentantenhaus und dem Senat, war die Legislative der Vereinigten Staaten. Seine Legislaturperiode dauerte vom 3. Januar 1947 bis zum 3. Januar 1949. Alle Abgeordneten des Repräsentantenhauses sowie ein Drittel der Senatoren (Klasse I) waren im November 1946 bzw. im September im Bundesstaat Maine bei den Kongresswahlen gewählt worden. Dabei ergab sich in beiden Kammern eine Mehrheit für die Republikanische Partei. Allerdings stellten die Demokraten mit Harry S. Truman den Präsidenten. Dessen Fair Deal Politik wurde von der Republikanischen Mehrheit im Kongress weitgehend blockiert. Während der Legislaturperiode gab es einige Rücktritte und Todesfälle, die aber an den Mehrheitsverhältnissen nichts änderten. Der Kongress tagte in der amerikanischen Bundeshauptstadt Washington, D.C. Die Vereinigten Staaten bestanden damals aus 48 Bundesstaaten. Die Sitzverteilung im Repräsentantenhaus basierte auf der Volkszählung von 1940.

## Wichtige Ereignisse
- 3. Januar 1947: Beginn der Legislaturperiode des 80. Kongresses. Dabei wurde die Eröffnungszeremonie erstmals vom Fernsehen übertragen.
- 12. März 1947: In einer gemeinsamen Sitzung beider Kongresskammern verkündet Präsident Truman die nach ihm benannte Truman-Doktrin.
- 20. Juli 1947: Aufgrund zunehmender Spannungen mit der Sowjetunion im beginnenden Kalten Krieg verfügt Präsident Truman die allgemeine Wehrpflicht.
- 24. November 1947: Das Repräsentantenhaus billigt eine Resolution gegen die sogenannte schwarze Liste (Hollywood 10) denen Behinderung der Arbeit des Kongresses vorgeworfen wird. (contempt of Congress).
- 26. Juli 1948: Präsident Truman verfügt das Ende der Rassentrennung in den amerikanischen Streitkräften.
- 25. August 1948: Das Komitee für unamerikanische Umtriebe hält erstmals eine Sitzung, die vom Fernsehen übertragen wird.
- 2. November 1948: Präsident Truman wird wiedergewählt. Bei den Kongresswahlen gewinnen die Demokraten die Mehrheit in beiden Kammern.

## Die wichtigsten Gesetze
In den Sitzungsperioden des 80. Kongresses wurden unter anderem folgende Bundesgesetze verabschiedet (siehe auch: Gesetzgebungsverfahren):
- 22. Mai 1947: Assistance to Greece and Turkey Act im Rahmen der Truman-Doktrin.
- 23. Juni 1947: Taft-Hartley-Gesetz
- 18. Juli  1947: Presidential Succession Act
- 26. Juli 1947: National Security Act. Damit werden unter anderem das Verteidigungsministerium der Vereinigten Staaten, die United States Air Force, der United States National Security Council und die CIA geschaffen.
- 7. August 1947: Mineral Leasing Act for Acquired Lands
- 27. Januar 1948: United States Information and Educational Exchange Act
- 3. April 1948: Foreign Assistance Act im Rahmen des Marshallplans
- 3. April 1948: Greek-Turkish Assistance Act of 1948 ebenfalls Teil des Marshallplans
- 26. Mai 1948: Civil Air Patrol Act
- 17. Juni 1948: Reed-Bulwinkle Act
- 25. Juni 1948: Title 3 of the United States Code
- 28. Juni 1948: Commodity Credit Corporation Charter Act of 1948
- 30. Juni 1948: Federal Water Pollution Control Act
- 3. Juli 1948: War Claims Act of 1948
- 1948: Agricultural Act of 1948

## Zusammensetzung nach Parteien

### Senat
- Demokratische Partei: 45
- Republikanische Partei: 51 (Mehrheit)
- Sonstige: 0

Gesamt: 96

### Repräsentantenhaus
- Demokratische Partei: 188
- Republikanische Partei: 246 (Mehrheit)
- Labour: 1

Gesamt: 435
Außerdem gab es noch drei nicht stimmberechtigte Kongressdelegierte.

## Amtsträger

### Senat
- Präsident des Senats: Vakant
- Präsident pro tempore: Arthur H. Vandenberg (R)

#### Führung der Mehrheitspartei
- Mehrheitsführer: Wallace H. White (R)
- Mehrheitswhip: Kenneth S. Wherry (R)

#### Führung der Minderheitspartei
- Minderheitsführer: Alben W. Barkley (D)
- Minderheitswhip: Scott W. Lucas (D)

### Repräsentantenhaus
- Sprecher des Repräsentantenhauses: Joseph William Martin (R)

#### Führung der Mehrheitspartei
- Mehrheitsführer: Charles A. Halleck (R)
- Mehrheitswhip: Leslie C. Arends, (R)

#### Führung der Minderheitspartei
- Minderheitsführer: Sam Rayburn (D)
- Minderheitswhip: John W. McCormack (D)

## Senatsmitglieder
Im 80. Kongress vertraten folgende Senatoren ihre jeweiligen Bundesstaaten:
| Alabama - 2. John Sparkman (D) - 3. J. Lister Hill (D) Arizona - 1. Ernest McFarland (D) - 3. Carl Hayden (D) Arkansas - 2. John Little McClellan (D) - 3. J. William Fulbright (D) Kalifornien - 1. William F. Knowland (R) - 3. Sheridan Downey (D) Colorado - 2. Edwin C. Johnson (D) - 3. Eugene Millikin (R) Connecticut - 1. Raymond E. Baldwin (R) - 3. Brien McMahon (D) Delaware - 1. John J. Williams (R) - 2. C. Douglass Buck (R) Florida - 1. Spessard Holland (D) - 3. Claude Pepper (D) Georgia - 2. Richard B. Russell (D) - 3. Walter F. George (D) Idaho - 2. Henry Dworshak (R) - 3. Glen H. Taylor (D) Illinois - 2. Charles W. Brooks (R) - 3. Scott W. Lucas (D) Indiana - 1. William E. Jenner (R) - 3. Homer E. Capehart (R) Iowa - 2. George A. Wilson (R) - 3. Bourke B. Hickenlooper (R) Kansas - 2. Arthur Capper (R) - 3. Clyde M. Reed (R) Kentucky - 2. John Sherman Cooper (R) - 3. Alben W. Barkley (D) Louisiana - 2. Allen J. Ellender (D) - 3. John H. Overton (D) bis zum 14. Mai 1948 - William C. Feazel (D) vom 18. Mai bis zum 30. Dezember 1948 - Russell B. Long (D) ab dem 31. Dezember 1948 Maine - 1. Owen Brewster (R) - 2. Wallace H. White (R) Maryland - 1. Herbert O’Conor (D) - 3. Millard Tydings (D) Massachusetts - 1. Henry Cabot Lodge Jr. (R) - 2. Leverett Saltonstall (R) Michigan - 1. Arthur H. Vandenberg (R) - 2. Homer S. Ferguson (R) Minnesota - 1. Edward John Thye (R) - 2. Joseph H. Ball (R) Mississippi - 1. Theodore G. Bilbo (D) bis zum 21. August 1947 - John C. Stennis (D) ab dem 17. November 1947 - 2. James Eastland (D) Missouri - 1. James P. Kem (R) - 3. Forrest C. Donnell (R) Montana - 1. Zales Ecton (R) - 2. James Edward Murray (D) | Nebraska - 1. Hugh A. Butler (R) - 2. Kenneth S. Wherry (R) Nevada - 1. George W. Malone (R) - 3. Pat McCarran (D) New Hampshire - 2. Styles Bridges (R) - 3. Charles W. Tobey (R) New Jersey - 1. Howard Alexander Smith (R) - 2. Albert W. Hawkes (R) New Mexico - 1. Dennis Chavez (D) - 2. Carl Hatch (D) New York - 1. Irving Ives (R) - 3. Robert F. Wagner (D) North Carolina - 2. William B. Umstead (D) bis zum 30. Dezember 1948 - J. Melville Broughton (D) ab dem 31. Dezember 1948 - 3. Clyde R. Hoey (D) North Dakota - 1. William Langer (R) - 3. Milton Young (R) Ohio - 1. John W. Bricker (R) - 3. Robert A. Taft (R) Oklahoma - 2. Edward H. Moore (R) - 3. Elmer Thomas (D) Oregon - 2. Guy Cordon (R) - 3. Wayne Morse (R) Pennsylvania - 1. Edward Martin (R) - 3. Francis J. Myers (D) Rhode Island - 1. J. Howard McGrath (D) - 2. Theodore F. Green (D) South Carolina - 2. Burnet R. Maybank (D) - 3. Olin D. Johnston (D) South Dakota - 2. Harlan J. Bushfield (R) bis zum 27. September 1948 - Vera C. Bushfield (R) vom 6. Oktober bis zum 26. Dezember 1948 - Karl Earl Mundt (R) ab dem 31. Dezember 1948 - 3. John Chandler Gurney (R) Tennessee - 1. Kenneth McKellar (D) - 2. Tom Stewart (D) Texas - 1. Tom Connally (D) - 2. W. Lee O’Daniel (D) Utah - 1. Arthur Vivian Watkins (R) - 3. Elbert D. Thomas (D) Vermont - 1. Ralph Flanders (R) - 3. George Aiken (R) Virginia - 1. Harry F. Byrd Sr. (D) - 2. Absalom Willis Robertson (D) Washington - 1. Harry P. Cain (R) - 3. Warren G. Magnuson (D) West Virginia - 1. Harley M. Kilgore (D) - 2. W. Chapman Revercomb (R) Wisconsin - 1. Joseph McCarthy (R) - 3. Alexander Wiley (R) Wyoming - 1. Joseph C. O’Mahoney (D) - 2. Edward V. Robertson (R) |

## Mitglieder des Repräsentantenhauses
Folgende Kongressabgeordnete vertraten im 80. Kongress die Interessen ihrer jeweiligen Bundesstaaten:
| Alabama 9 Wahlbezirke - 1. Frank W. Boykin (D) - 2. George M. Grant (D) - 3. George W. Andrews (D) - 4. Sam Hobbs (D) - 5. Albert Rains (D) - 6. Pete Jarman (D) - 7. Carter Manasco (D) - 8. Robert Jones Jr. (D) ab dem 28. Januar 1948 - 9. Laurie C. Battle (D) Arizona Staatsweite Wahl - John R. Murdock (D) - Richard F. Harless (D) Arkansas 7 Wahlbezirke. - 1. Ezekiel Candler Gathings (D) - 2. Wilbur Daigh Mills (D) - 3. James William Trimble (D) - 4. William Fadjo Cravens (D) - 5. Lawrence Brooks Hays (D) - 6. William Frank Norrell (D) - 7. Oren Harris (D) Kalifornien 23 Wahlbezirke. - 1. Clarence F. Lea (D) - 2. Clair Engle (D) - 3. J. Leroy Johnson (R) - 4. Franck R. Havenner (D) - 5. Richard J. Welch (R) - 6. George Paul Miller (D) - 7. John Joseph Allen (R) - 8. Jack Z. Anderson (R) - 9. Bertrand W. Gearhart (R) - 10. Alfred J. Elliott (D) - 11. Ernest K. Bramblett (R) - 12. Richard Nixon (R) - 13. Norris Poulson (R) - 14. Helen G. Douglas (D) - 15. Gordon L. McDonough (R) - 16. Donald L. Jackson (R) - 17. Cecil R. King (D) - 18. Willis W. Bradley (R) - 19. Chester E. Holifield (D) - 20. John Carl Hinshaw (R) - 21. Harry R. Sheppard (D) - 22. John Phillips (R) - 23. Charles K. Fletcher (R) Colorado 4 Wahlbezirke - 1. John A. Carroll (D) - 2. William S. Hill (R) - 3. John Chenoweth (R) - 4. Robert F. Rockwell (R) Connecticut 5 Wahlbezirke. Außerdem wurde ein Abgeordneter staatsweit gewählt - 1. William J. Miller (R) - 2. Horace Seely-Brown (R) - 3. Ellsworth Foote (R) - 4. John Davis Lodge (R) - 5. James T. Patterson (R) - 6. Antoni Sadlak (R) staatsweit gewählt Delaware Staatsweite Wahl - Cale Boggs (R) Florida 6 Wahlbezirke - 1. J. Hardin Peterson (D) - 2. Emory H. Price (D) - 3. Robert Sikes (D) - 4. George Smathers (D) - 5. Joe Hendricks (D) - 6. Dwight L. Rogers (D) Georgia 10 Wahlbezirke - 1. Prince H. Preston Jr. (D) - 2. Edward E. Cox (D) - 3. Stephen Pace (D) - 4. Albert Sidney Camp (D) - 5. James Curran Davis (D) - 6. Carl Vinson (D) - 7. Henderson Lovelace Lanham (D) - 8. William M. Wheeler (D) - 9. John Stephens Wood (D) - 10. Paul Brown (D) Idaho 2 Wahlbezirke - 1. Abe Goff (R) - 2. John C. Sanborn (R) Illinois 25 Wahlbezirke. Außerdem wurde ein Abgeordneter staatsweit gewählt - 1. William L. Dawson (D) - 2. Richard B. Vail (R) - 3. Fred E. Busbey (R) - 4. Martin Gorski (D) - 5. Adolph J. Sabath (D) - 6. Thomas J. O’Brien (D) - 7. Thomas L. Owens (R) bis zum 7. Juni 1948, danach blieb der Sitz vakant - 8. Thomas S. Gordon (D) - 9. Robert Twyman (R) - 10. Ralph E. Church (R) - 11. Chauncey W. Reed (R) - 12. Noah M. Mason (R) - 13. Leo E. Allen (R) - 14. Anton J. Johnson (R) - 15. Robert B. Chiperfield (R) - 16. Everett Dirksen (R) - 17. Leslie C. Arends (R) - 18. Edward H. Jenison (R) - 19. Rolla C. McMillen (R) - 20. Sid Simpson (R) - 21. George Evan Howell (R) bis zum 5. Oktober 1947, danach blieb der Sitz vakant - 22. Charles Melvin Price (D) - 23. Charles W. Vursell (R) - 24. Roy Clippinger (R) - 25. C. W. Bishop (R) - 26. William Stratton (R) staatsweit gewählt Indiana 11 Wahlbezirke - 1. Ray J. Madden (D) - 2. Charles A. Halleck (R) - 3. Robert A. Grant (R) - 4. George W. Gillie (R) - 5. Forest Harness (R) - 6. Noble J. Johnson (R) bis zum 1. Juli 1948, danach blieb der Sitz vakant - 7. Gerald W. Landis (R) - 8. E. A. Mitchell (R) - 9. Earl Wilson (R) - 10. Raymond S. Springer (R) bis zum 28. August 1947 - Ralph Harvey (R) ab dem 4. November 1947 - 11. Louis Ludlow (D) Iowa 8 Wahlbezirke - 1. Thomas E. Martin (R) - 2. Henry O. Talle (R) - 3. John W. Gwynne (R) - 4. Karl M. Le Compte (R) - 5. Paul Cunningham (R) - 6. James I. Dolliver (R) - 7. Ben F. Jensen (R) - 8. Charles B. Hoeven (R) Kansas 6 Wahlbezirke. - 1. Albert M. Cole (R) - 2. Errett P. Scrivner (R) - 3. Herbert Alton Meyer (R) - 4. Edward Herbert Rees (R) - 5. Clifford R. Hope (R) - 6. Wint Smith (R) Kentucky 9 Wahlbezirke - 1. Noble Jones Gregory (D) - 2. Earle C. Clements (D) bis zum 6. Januar 1948 - John A. Whitaker (D) ab dem 17. April 1948 - 3. Thruston Ballard Morton (R) - 4. Frank Chelf (D) - 5. Brent Spence (D) - 6. Virgil Chapman (D) - 7. Wendell H. Meade (R) - 8. Joe B. Bates (D) - 9. John M. Robsion (R) bis zum 17. Februar 1948 - William Lewis (R) ab dem 24. April 1948 Louisiana 8 Wahlbezirke - 1. Felix Edward Hébert (D) - 2. Hale Boggs (D) - 3. James Domengeaux (D) - 4. Overton Brooks (D) - 5. Otto E. Passman (D) - 6. James H. Morrison (D) - 7. Henry D. Larcade (D) - 8. A. Leonard Allen (D) Maine 3 Wahlbezirke - 1. Robert Hale (R) - 2. Margaret Chase Smith (R) - 3. Frank Fellows (R) Maryland 6 Wahlbezirke. - 1. Edward Tylor Miller (R) - 2. Hugh Meade (D) - 3. Thomas D’Alesandro (D) bis zum 16. Mai 1947 - Edward Garmatz (D) ab dem 15. Juli 1947 - 4. George Hyde Fallon (D) - 5. Lansdale Sasscer (D) - 6. James Glenn Beall (R) Massachusetts 14 Wahlbezirke - 1. John W. Heselton (R) - 2. Charles R. Clason (R) - 3. Philip J. Philbin (D) - 4. Harold Donohue (D) - 5. Edith Nourse Rogers (R) - 6. George J. Bates (R) - 7. Thomas J. Lane (D) - 8. Angier Goodwin (R) - 9. Charles L. Gifford (R) bis zum 23. August 1947 - Donald W. Nicholson (R) ab dem 18. November 1947 - 10. Christian Herter (R) - 11. John F. Kennedy (D) - 12. John W. McCormack (D) - 13. Richard B. Wigglesworth (R) - 14. Joseph William Martin (R) Michigan 17 Wahlbezirke - 1. George G. Sadowski (D) - 2. Earl C. Michener (R) - 3. Paul W. Shafer (R) - 4. Clare Hoffman (R) - 5. Bartel J. Jonkman (R) - 6. William W. Blackney (R) - 7. Jesse P. Wolcott (R) - 8. Fred L. Crawford (R) - 9. Albert J. Engel (R) - 10. Roy O. Woodruff (R) - 11. Fred Bradley (R) bis zum 24. Mai 1947 - Charles E. Potter (R) ab dem 26. August 1947 - 12. John B. Bennett (R) - 13. Howard A. Coffin (R) - 14. Harold F. Youngblood (R) - 15. John Dingell Sr. (D) - 16. John Lesinski Sr. (D) - 17. George Anthony Dondero (R) Minnesota 9 Wahlbezirke - 1. August H. Andresen (R) - 2. Joseph Patrick O’Hara (R) - 3. George MacKinnon (R) - 4. Edward Devitt (R) - 5. Walter Henry Judd (R) - 6. Harold Knutson (R) - 7. Herman Carl Andersen (R) - 8. John Blatnik (DFL = Democratic Farmer Labor Party) - 9. Harold Hagen (R) Mississippi 7 Wahlbezirke - 1. John E. Rankin (D) - 2. Jamie L. Whitten (D) - 3. William M. Whittington (D) - 4. Thomas Abernethy (D) - 5. W. Arthur Winstead (D) - 6. William M. Colmer (D) - 7. John Bell Williams (D) Missouri 13 Wahlbezirke - 1. Samuel W. Arnold (R) - 2. Max Schwabe (R) - 3. William Clay Cole (R) - 4. C. Jasper Bell (D) - 5. Albert L. Reeves Jr. (R) - 6. Marion Tinsley Bennett (R) - 7. Dewey Jackson Short (R) - 8. Parke M. Banta (R) - 9. Clarence Cannon (D) - 10. Orville Zimmerman (D) bis zum 7. April 1948 - Paul C. Jones (D) ab dem 2. November 1948 - 11. Claude I. Bakewell (R) - 12. Walter C. Ploeser (R) - 13. Frank M. Karsten (D) Montana 2 Wahlbezirke - 1. Mike Mansfield (D) - 2. Wesley A. D’Ewart (R) Nebraska 4 Wahlbezirke - 1. Carl Curtis (R) - 2. Howard Buffett (R) - 3. Karl Stefan (R) - 4. Arthur L. Miller (R) Nevada Staatsweite Wahl - Charles H. Russell (R) New Hampshire 2 Wahlbezirke - 1. Chester Earl Merrow (R) - 2. Norris Cotton (R) | New Jersey 14 Wahlbezirke - 1. Charles A. Wolverton (R) - 2. T. Millet Hand (R) - 3. James C. Auchincloss (R) - 4. Frank A. Mathews (R) - 5. Charles Aubrey Eaton (R) - 6. Clifford P. Case (R) - 7. J. Parnell Thomas (R) - 8. Gordon Canfield (R) - 9. Harry Lancaster Towe (R) - 10. Fred A. Hartley (R) - 11. Frank Sundstrom (R) - 12. Robert Kean (R) - 13. Mary Teresa Norton (D) - 14. Edward J. Hart (D) New Mexico Staatsweite Wahl für zwei Abgeordnete - Georgia Lee Lusk (D) - Antonio M. Fernández (D) New York 45 Wahlbezirke - 1. W. Kingsland Macy (R) - 2. Leonard W. Hall (R) - 3. Henry J. Latham (R) - 4. Gregory McMahon (R) - 5. Robert Tripp Ross (R) - 6. Robert Nodar Jr. (R) - 7. John J. Delaney (D) bis zum 18. November 1948, danach blieb der Sitz vakant - 8. Joseph L. Pfeifer (D) - 9. Eugene James Keogh (D) - 10. Andrew Lawrence Somers (D) - 11. James J. Heffernan (D) - 12. John J. Rooney (D) - 13. Donald L. O’Toole (D) - 14. Leo F. Rayfiel (D) bis zum 13. September 1947 - Abraham J. Multer (D) ab dem 4. November 1947 - 15. Emanuel Celler (D) - 16. Ellsworth B. Buck (R) - 17. Frederic R. Coudert Jr. (R) - 18. Vito Marcantonio (American Labor Party) - 19. Arthur George Klein (D) - 20. Sol Bloom (D) - 21. Jacob K. Javits (R) - 22. Adam Clayton Powell Jr. (D) - 23. Walter A. Lynch (D) - 24. Benjamin J. Rabin (D) bis zum 31. Dezember 1947 - Leo Isacson (American Labor Party) ab dem 17. Februar 1948 - 25. Charles A. Buckley (D) - 26. David M. Potts (R) - 27. Ralph W. Gwinn (R) - 28. Ralph A. Gamble (R) - 29. Katharine St. George (R) - 30. Jay Le Fevre (R) - 31. Bernard W. Kearney (R) - 32. William T. Byrne (D) - 33. Dean P. Taylor (R) - 34. Clarence E. Kilburn (R) - 35. Hadwen C. Fuller (R) - 36. R. Walter Riehlman (R) - 37. Edwin Arthur Hall (R) - 38. John Taber (R) - 39. William Sterling Cole (R) - 40. Kenneth Keating (R) - 41. James W. Wadsworth Jr. (R) - 42. Walter G. Andrews (R) - 43. Edward J. Elsaesser (R) - 44. John Cornelius Butler (R) - 45. Daniel A. Reed (R) North Carolina 12 Wahlbezirke - 1. Herbert Covington Bonner (D) - 2. John H. Kerr (D) - 3. Graham Arthur Barden (D) - 4. Harold D. Cooley (D) - 5. John Hamlin Folger (D) - 6. Carl T. Durham (D) - 7. J. Bayard Clark (D) - 8. Charles B. Deane (D) - 9. Robert L. Doughton (D) - 10. Hamilton C. Jones (D) - 11. Alfred L. Bulwinkle (D) - 12. Monroe Minor Redden (D) North Dakota 2 Abgeordnete die staatsweit gewählt wurden - William Lemke (Nonpartisan Republican) - Charles R. Robertson (R) Ohio 22 Wahlbezirke. Außerdem wurde ein Abgeordneter staatsweit gewählt. - 1. Charles H. Elston (R) - 2. William E. Hess (R) - 3. Raymond H. Burke (R) - 4. Robert Franklin Jones (R) bis zum 2. September 1947 - William Moore McCulloch (R) ab dem 4. November 1947 - 5. Cliff Clevenger (R) - 6. Edward Oscar McCowen (R) - 7. Clarence J. Brown (R) - 8. Frederick Cleveland Smith (R) - 9. Homer A. Ramey (R) - 10. Thomas A. Jenkins (R) - 11. Walter E. Brehm (R) - 12. John Martin Vorys (R) - 13. Alvin F. Weichel (R) - 14. Walter B. Huber (D) - 15. Percy W. Griffiths (R) - 16. Henderson H. Carson (R) - 17. J. Harry McGregor (R) - 18. Earl R. Lewis (R) - 19. Michael J. Kirwan (D) - 20. Michael A. Feighan (D) - 21. Robert Crosser (D) - 22. Frances P. Bolton (R) - 23. George H. Bender (R) staatsweit gewählt Oklahoma 8 Wahlbezirke - 1. George B. Schwabe (R) - 2. William G. Stigler (D) - 3. Carl Albert (D) - 4. Glen D. Johnson (D) - 5. A. S. Mike Monroney (D) - 6. Toby Morris (D) - 7. Preston E. Peden (D) - 8. Ross Rizley (D) Oregon 4 Wahlbezirke - 1. Walter Norblad (R) - 2. Lowell Stockman (R) - 3. Homer D. Angell (R) - 4. Harris Ellsworth (R) Pennsylvania 33 Wahlbezirke - 1. James A. Gallagher (R) - 2. Robert N. McGarvey (R) - 3. Hardie Scott (R) - 4. Franklin J. Maloney (R) - 5. George W. Sarbacher (R) - 6. Hugh Scott (R) - 7. E. Wallace Chadwick (R) - 8. Charles L. Gerlach (R) bis zum 5. Mai 1947 - Franklin H. Lichtenwalter (R) ab dem 9. September 1947 - 9. Paul B. Dague (R) - 10. James P. Scoblick (R) - 11. Mitchell Jenkins (R) - 12. Ivor D. Fenton (R) - 13. Frederick Augustus Muhlenberg (R) - 14. Wilson D. Gillette (R) - 15. Robert F. Rich (R) - 16. Samuel K. McConnell (R) - 17. Richard M. Simpson (R) - 18. John C. Kunkel (R) - 19. Leon H. Gavin (R) - 20. Francis E. Walter (D) - 21. Chester H. Gross (R) - 22. James E. Van Zandt (R) - 23. William J. Crow (R) - 24. Thomas E. Morgan (D) - 25. Louis E. Graham (R) - 26. Harve Tibbott (R) - 27. Augustine B. Kelley (D) - 28. Carroll D. Kearns (R) - 29. John McDowell (R) - 30. Robert J. Corbett (R) - 31. James G. Fulton (R) - 32. Herman P. Eberharter (D) - 33. Frank Buchanan (D) Rhode Island 2 Wahlbezirke - 1. Aime Forand (D) - 2. John E. Fogarty (D) South Carolina 6 Wahlbezirke. - 1. Lucius Mendel Rivers (D) - 2. John Jacob Riley (D) - 3. William Dorn (D) - 4. Joseph R. Bryson (D) - 5. James Prioleau Richards (D) - 6. John Lanneau McMillan (D) South Dakota 2 Wahlbezirke - 1. Karl Earl Mundt (R) bis zum 30. Dezember 1948, danach blieb der Sitz vakant - 2. Francis H. Case (R) Tennessee 10 Wahlbezirke - 1. Dayton E. Phillips (R) - 2. John Jennings (R) - 3. Estes Kefauver (D) - 4. Albert Gore Sr. (D) - 5. Joe L. Evins (D) - 6. Percy Priest (D) - 7. W. Wirt Courtney (D) - 8. Tom J. Murray (D) - 9. Jere Cooper (D) - 10. Clifford Davis (D) Texas 21 Wahlbezirke - 1. Wright Patman (D) - 2. Jesse M. Combs (D) - 3. Lindley Beckworth (D) - 4. Sam Rayburn (D) - 5. Joseph Franklin Wilson (D) - 6. Olin E. Teague (D) - 7. Tom Pickett (D) - 8. Albert Thomas (D) - 9. Joseph J. Mansfield (D) bis zum 12. Juli 1947 - Clark W. Thompson (D) ab dem 23. August 1947 - 10. Lyndon B. Johnson (D) - 11. William R. Poage (D) - 12. Wingate H. Lucas (D) - 13. Ed Gossett (D) - 14. John E. Lyle (D) - 15. Milton H. West (D) bis zum 28. Oktober 1948 - Lloyd Bentsen (D) ab dem 4. Dezember 1948 - 16. R. Ewing Thomason (D) bis zum 31. Juli 1947 - Kenneth M. Regan (D) ab dem 23. August 1947 - 17. Omar Truman Burleson (D) - 18. Eugene Worley (D) - 19. George H. Mahon (D) - 20. Paul Joseph Kilday (D) - 21. O. C. Fisher (D) Utah 2 Wahlbezirke - 1. Walter K. Granger (D) - 2. William A. Dawson (R) Vermont 1 Wahlbezirk (staatsweit) - 1. Charles Albert Plumley (R) Virginia 9 Wahlbezirke - 1. S. Otis Bland (D) - 2. Porter Hardy Jr. (D) - 3. J. Vaughan Gary (D) - 4. Patrick H. Drewry (D) bis zum 21. Dezember 1947 - Watkins Moorman Abbitt (D) ab dem 17. Februar 1948 - 5. Thomas Bahnson Stanley (D) - 6. James Lindsay Almond (D) bis zum 17. April 1948 - Clarence G. Burton (D) ab dem 2. November 1948 - 7. Burr Harrison (D) - 8. Howard W. Smith (D) - 9. John W. Flannagan (D) Washington 6 Wahlbezirke - 1. Homer Jones (R) - 2. Henry M. Jackson (D) - 3. Fred B. Norman (R) bis zum 18. April 1947 - Russell V. Mack (R) ab dem 7. Juni 1947 - 4. Hal Holmes (R) - 5. Walt Horan (R) - 6. Thor Tollefson (R) West Virginia 6 Wahlbezirke - 1. Francis J. Love (R) - 2. Melvin C. Snyder (R) - 3. Edward G. Rohrbough (R) - 4. Hubert Summers Ellis (R) - 5. John Kee (D) - 6. E. H. Hedrick (D) Wisconsin 10 Wahlbezirke - 1. Lawrence H. Smith (R) - 2. Glenn Robert Davis (R) ab dem 22. April 1947 - 3. William H. Stevenson (R) - 4. John C. Brophy (R) - 5. Charles J. Kersten (R) - 6. Frank Bateman Keefe (R) - 7. Reid F. Murray (R) - 8. John W. Byrnes (R) - 9. Merlin Hull (R) - 10. Alvin O’Konski (R) Wyoming Staatsweite Wahlen - Frank A. Barrett (R) |

Nicht stimmberechtigte Mitglieder im Repräsentantenhaus:
- Alaska-Territorium:
  - Bob Bartlett (D)
- Hawaii-Territorium:
  - Joseph Rider Farrington (R)
- Puerto Rico:
  - Antonio Fernós Isern